# Stanislav Kukrál
Stanislav Kukrál (9 de noviembre de 1935, Kašina Hora - 12 de enero de 2003, Písek) fue un político checo y checoslovaco, diputado independiente de la Cámara de las Naciones de la Asamblea Federal de Checoslovaquia durante la Normalización. Durante y después de la Revolución de Terciopelo, en 1989-1990, fue brevemente Ministro de Gobierno de la República Socialista Checa y también fue presidente de la Asamblea Federal.

## Biografía
Kukrál se graduó de una escuela secundaria industrial, luego trabajó como operador de torno y posteriormente como gerente de suministros en la Planta de Aire Acondicionado en Milevsko. Fue catalogado profesionalmente como jefe del departamento de suministros en 1976.
En las elecciones de 1976 fue elegido diputado de la Cámara de las Naciones (circunscripción nº 21 - Písek, Región de Bohemia Meridional). Volvió a ganar su escaño en las elecciones de 1981 (por el distrito de Písek) y en las elecciones de 1986 (por el distrito de Strakonice). Permaneció en la Asamblea Federal hasta el final de su mandato, es decir hasta las elecciones libres de 1990. No se vio afectado por el proceso de cooptación en la Asamblea Federal después de la Revolución de Terciopelo. Durante la revolución, fue brevemente presidente de la Asamblea Federal. Fue instalado en este cargo el 12 de diciembre de 1989 como no partidista, aunque con el apoyo del Partido Comunista de Checoslovaquia. Sin embargo, dimitió como presidente del parlamento después de unas semanas por acuerdo entre los partidos políticos y el Foro Cívico, sucediéndole Alexander Dubček.
Luego se desempeñó como vicepresidente de la Cámara de las Naciones de la Asamblea Federal hasta el final de las elecciones de junio de 1990. No se presentó a las nuevas elecciones y se retiró de la vida pública.

Durante la Revolución de Terciopelo en el período de diciembre de 1989 a febrero de 1990, también se desempeñó brevemente como ministro-presidente del Comité de Control Popular de la República Socialista Checa en el gobierno del primer ministro checo František Pitra.